# Piada

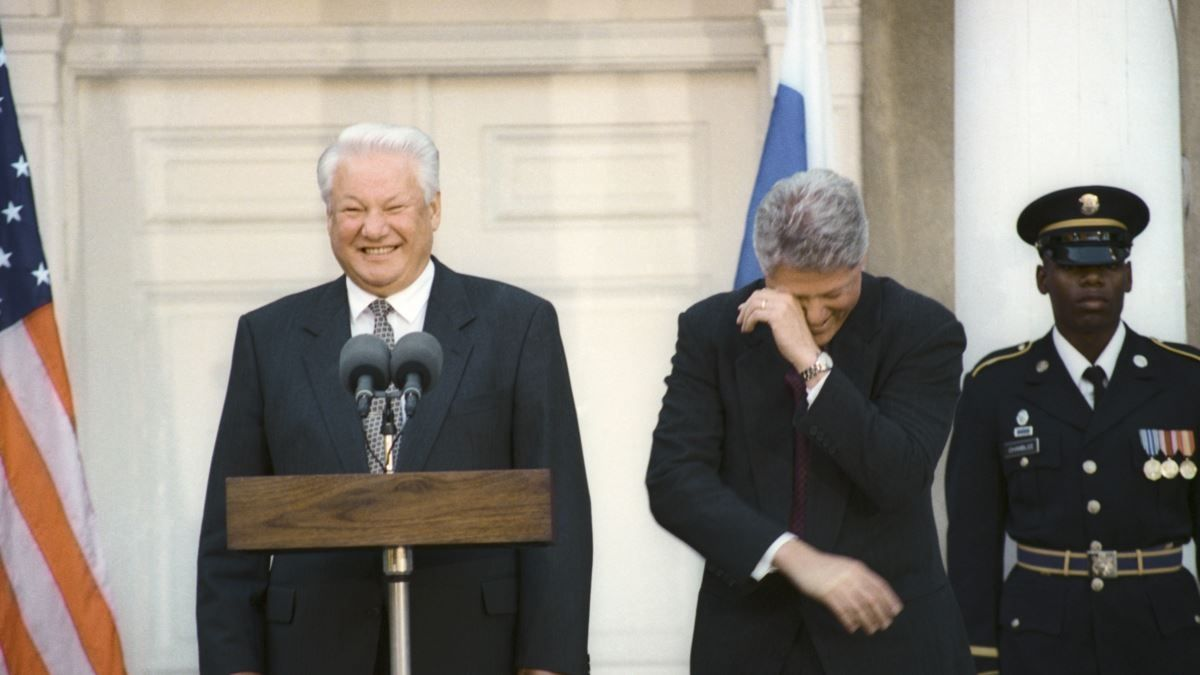
Boris Yeltsin e Bill Clinton rindo de uma piada

Uma piada é uma exibição de humor em que as palavras são usadas dentro de uma estrutura narrativa específica e bem definida para fazer as pessoas rirem e geralmente não devem ser levadas a sério. Geralmente toma a forma de uma história, muitas vezes com diálogo, e termina em uma piada. É no final que o público se dá conta de que a história contém um segundo significado conflitante. Isso pode ser feito usando um trocadilho ou outro jogo de palavras, como ironia ou sarcasmo, uma incompatibilidade lógica, absurdo ou outros meios. O linguista Robert Hetzron oferece a definição:
Uma piada é uma pequena peça humorística de literatura oral em que a graça culmina na frase final, chamada de punchline… Na verdade, a principal condição é que a tensão atinja seu nível mais alto no final. Nenhuma continuação aliviando a tensão deve ser adicionada. Quanto a ser "oral", é verdade que os chistes podem aparecer impressos, mas quando transferidos posteriormente, não há obrigação de reproduzir o texto na íntegra, como no caso da poesia.
Em geral, as piadas se beneficiam da brevidade, não contendo mais detalhes do que o necessário para definir o cenário para a piada final. No caso de charadas ou frases de efeito, o cenário é implicitamente entendido, deixando apenas o diálogo e a piada para serem verbalizados. No entanto, subverter essas e outras diretrizes comuns também pode ser uma fonte de humor — a história do cachorro desgrenhado está em uma classe própria como anti-piada; embora apresentando como uma piada, contém uma longa narrativa de tempo, lugar e personagem, divaga através de muitas inclusões inúteis e, finalmente, não consegue entregar uma piada. Piadas são uma forma de humor, mas nem todo humor é uma piada. Algumas formas humorísticas que não são piadas verbais são: humor involuntário, humor situacional, pegadinhas, pastelão e anedotas.
Identificada como uma das formas simples de literatura oral pelo linguista holandês André Jolles, as piadas são repassadas anonimamente. Eles são contados em ambientes privados e públicos; uma única pessoa conta uma piada para seu amigo no fluxo natural da conversa, ou um conjunto de piadas é contado a um grupo como parte do entretenimento roteirizado. As piadas também são repassadas por escrito ou, mais recentemente, pela internet.
Cômicos de stand-up, comediantes e pastelões trabalham com tempo e ritmo cômicos em sua performance, e podem contar com ações, bem como com a frase de efeito verbal para evocar o riso. Essa distinção foi formulada no ditado popular "um cômico diz coisas engraçadas; um comediante diz coisas de modo engraçado".

## História na imprensa

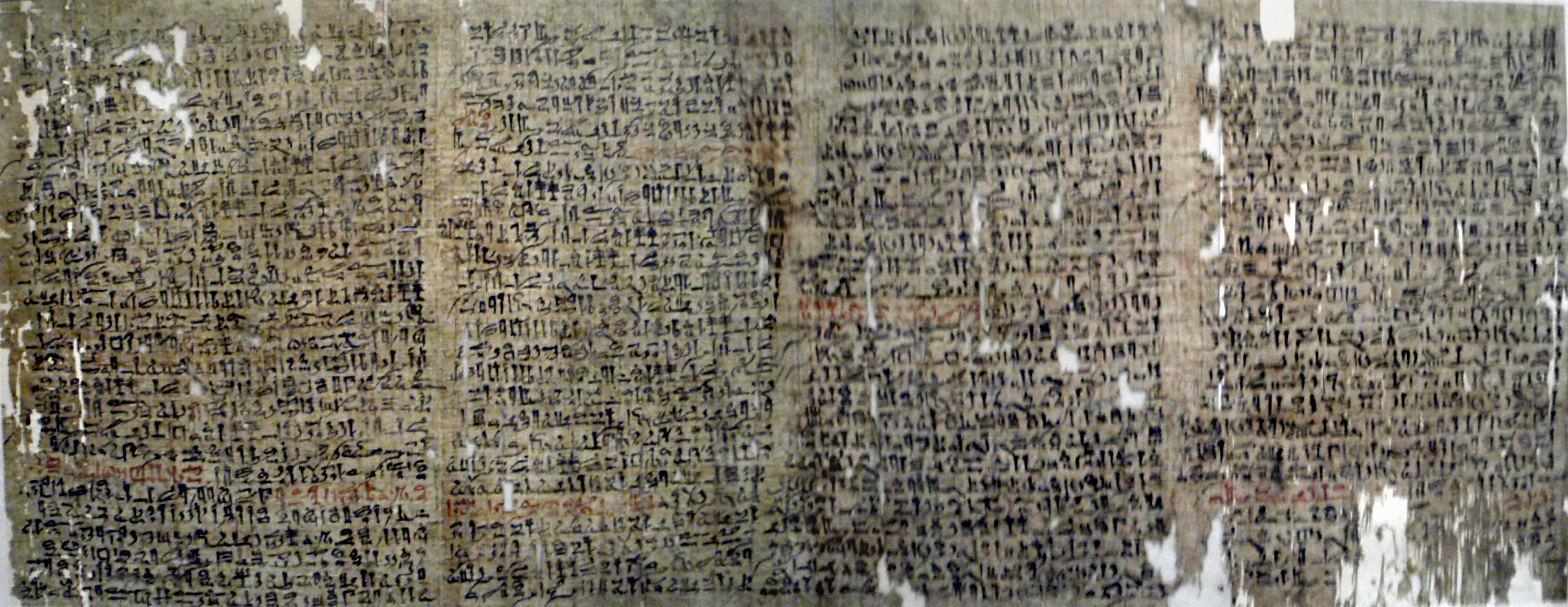
O Papiro Westcar, datado de c. 1600 a.C., contém um exemplo de uma das primeiras piadas sobreviventes.

Qualquer piada documentada do passado foi salva por acaso e não por design. As piadas não pertencem à cultura refinada, mas sim ao entretenimento e lazer de todas as classes. Assim, quaisquer versões impressas eram consideradas efêmeras, ou seja, documentos temporários criados para uma finalidade específica e destinados a serem descartados. Muitas dessas primeiras piadas tratam de temas escatológicos e sexuais, entretendo todas as classes sociais, mas não para serem valorizadas e salvas.
Vários tipos de piadas foram identificados em antigos textos pré-clássicos. A piada mais antiga identificada é um antigo provérbio sumério de 1900 a.C. contendo humor escatológico: "Algo que nunca ocorreu desde tempos imemoriais; uma jovem não peidava no colo do marido". Seus registros foram datados do período babilônico antigo e a piada pode remontar a 2300 a.C. A segunda piada mais antiga encontrada, descoberta no Papiro Westcar e que se acredita ser sobre Seneferu, era do Antigo Egito por volta de 1600 a.C.: "Como você entretém um faraó entediado? Você navega um barco cheio de mulheres jovens vestidas apenas com redes de pesca descendo o Nilo e incita o faraó a pegar um peixe". O conto dos três boieiros de Adabe completa as três piadas mais antigas conhecidas do mundo. Este é um triplo cômico que remonta a 1200 a.C. Trata-se de três homens que procuram a justiça de um rei sobre a propriedade de um bezerro recém-nascido, por cujo nascimento todos se consideram parcialmente responsáveis. O rei procura conselhos de uma sacerdotisa sobre como governar o caso, e ela sugere uma série de eventos envolvendo as famílias e esposas dos homens. Infelizmente, a parte final da história (que incluía a piada), não sobreviveu intacto, embora fragmentos legíveis sugiram que era de natureza obscena.
O mais antigo livro de piadas existente é o Filógelos (grego para O Amante do Riso), uma coleção de 265 piadas escritas em grego antigo bruto que data do século IV ou V d.C. A autoria da coleção é controversa e vários autores diferentes são atribuídos a ela, incluindo "Hiérocles e Filagros, os grammatikos", apenas "Hiérocles", ou, no Suda, "Filístion". A classicista britânica Mary Beard afirma que o Filógelos pode ter sido concebido como um manual de piadas de um piadista para dizer em tempo real, em vez de um livro destinado a ser lido diretamente. Muitas das piadas desta coleção são surpreendentemente familiares, embora os protagonistas típicos sejam menos reconhecíveis para os leitores contemporâneos: o professor distraído, o eunuco e as pessoas com hérnias ou mau hálito. O Filógelos ainda contém uma piada semelhante ao "Dead Parrot Sketch" do Monty Python.

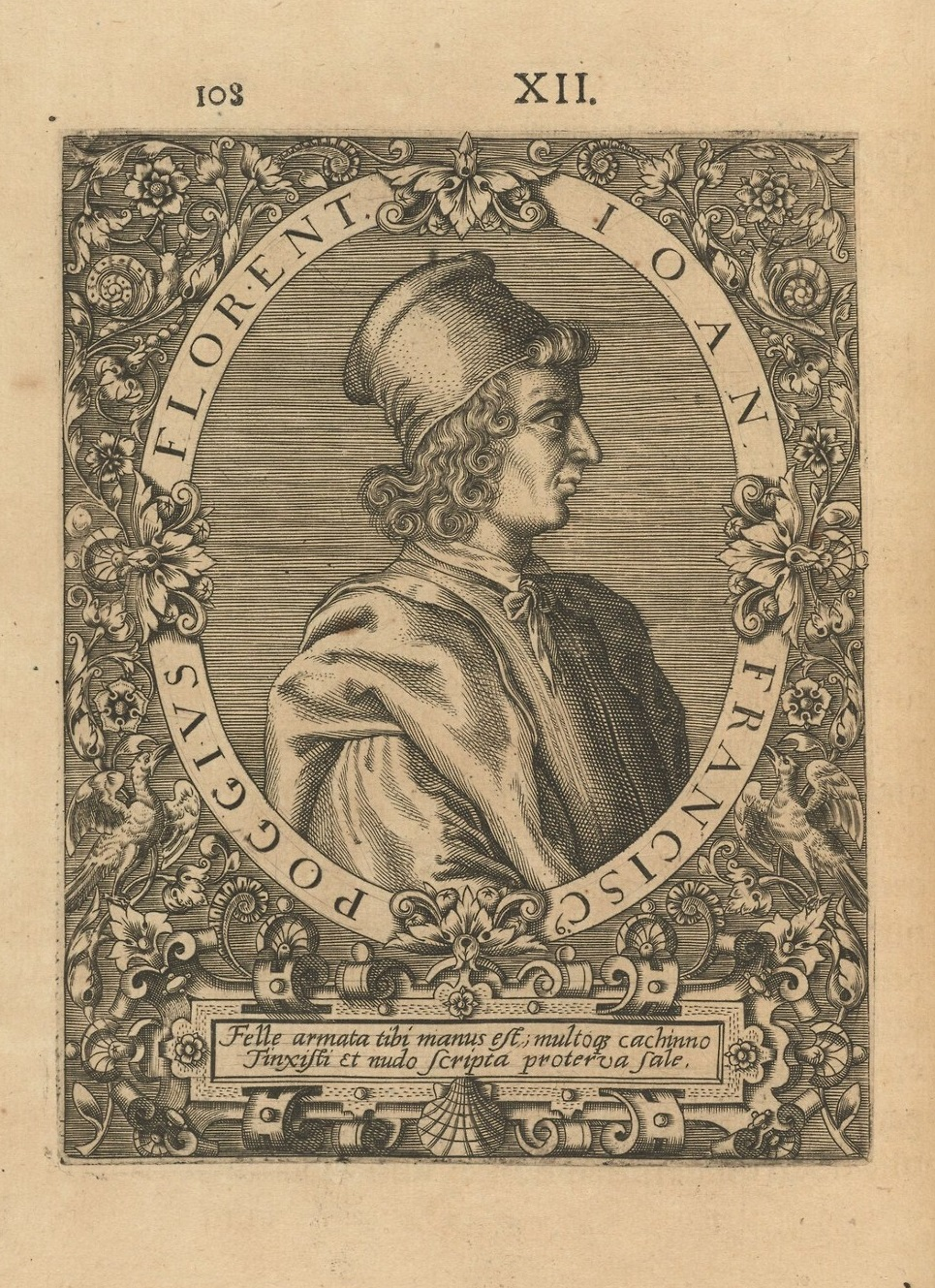
Gravura de 1597 de Poggio Bracciolini, autor de uma das primeiras antologias de piadas

Durante o século XV, a revolução da impressão espalhou-se pela Europa seguindo o desenvolvimento da prensa móvel. Isso se somava ao crescimento da alfabetização em todas as classes sociais. Os impressores produziram jestbooks junto com Bíblias para atender aos interesses coloquiais e formais da população. Uma das primeiras antologias de piadas foi a Facetiae do italiano Poggio Bracciolini, publicado pela primeira vez em 1470. A popularidade deste jestbook pode ser medida nas vinte edições do livro documentadas apenas para o século XV. Outra forma popular era uma coleção de piadas e situações engraçadas atribuídas a um único personagem em uma forma narrativa mais conectada do romance picaresco. Exemplos disso são os personagens de Rabelais na França, Till Eulenspiegel na Alemanha, Lazarillo de Tormes na Espanha e Master Skelton na Inglaterra. Há também um livro de brincadeiras atribuído a William Shakespeare, cujo conteúdo parece informar e emprestar de suas peças. Todos esses livros corroboram tanto o aumento da alfabetização das populações europeias quanto a busca geral por atividades de lazer durante o Renascimento na Europa.
A prática dos impressores de usar piadas e caricaturas como preenchimento de páginas também foi amplamente utilizada nos folhetos e chapbooks do século XIX e anteriores. Com o aumento da alfabetização da população em geral e o crescimento da indústria gráfica, essas publicações foram as formas mais comuns de material impresso entre os séculos XVI e XIX em toda a Europa e América do Norte. Junto com relatos de acontecimentos, execuções, baladas e versos, também continham piadas. Apenas um dos muitos folhetos arquivados na biblioteca de Harvard é descrito como "1706. Sorrir facilitado; ou, a coleção incomparável de Funny Dick de piadas curiosas, cômicas, estranhas, engraçadas, espirituosas, caprichosas, risíveis e excêntricas, touros, epigramas, etc. Com muitas outras descrições de sagacidade e humor". Essas publicações baratas, efêmeras destinadas à distribuição em massa, foram lidas sozinhas, lidas em voz alta, postadas e descartadas.
Existem muitos tipos de livros de piadas impressos hoje; uma pesquisa na internet fornece uma infinidade de títulos disponíveis para compra. Eles podem ser lidos sozinhos para entretenimento solitário ou usados para estocar novas piadas para entreter os amigos. Algumas pessoas tentam encontrar um significado mais profundo nas piadas, como em "Platão e um Ornitorrinco Entram em um Bar... Entendendo a Filosofia Através das Piadas". No entanto, um significado mais profundo não é necessário para apreciar seu valor de entretenimento inerente. As revistas costumam usar piadas e caricaturas como preenchimento para a página impressa. Reader's Digest encerra muitos artigos com uma piada (não relacionada) no final do artigo. The New Yorker foi publicado pela primeira vez em 1925 com o objetivo declarado de ser uma "revista de humor sofisticado" e ainda é conhecido por seus desenhos animados.

## Estudos
No século XII, Santo Tomás de Aquino já escrevia que "brincar é necessário para levar uma vida humana", defendendo que as piadas seriam importantes para repor as "forças do espírito". Contudo, nem todos os religiosos concordavam com os benefícios das piadas e do humor. No romance O Nome da Rosa, por exemplo, o autor Umberto Eco centra a trama em livros que haviam sido proibidos pelo Vaticano exatamente por conterem um estudo de Aristóteles sobre o riso.
As piadas já foram alvo de estudos acadêmicos sérios. Um bom exemplo é "O chiste e sua relação com o inconsciente", estudo produzido por Sigmund Freud. Freud dividiu as piadas em duas categorias básicas: As "ingênuas" — que utilizam jogos de palavras — e os "chistes tendenciosos" — que possuem um lado erótico e (ou) preconceituoso. Enquanto, na primeira, o humor não estaria no conteúdo mas na surpresa do trocadilho, na segunda o riso seria provocado pela "aversão às diferenças ou pela zombaria de estereótipos".
Outro cientista, Marvin Minsky, também sugere que rir tem uma função específica no cérebro humano. Em sua opinião, piadas e risos são mecanismos para o cérebro aprender o nonsense. Seria essa a razão, segundo o pesquisador, para que as piadas normalmente não sejam tão engraçadas quando contadas repetidas vezes.
O riso (em tese, o principal objetivo da piada) é considerado como algo saudável, pois libera endorfina (hormônio produzido no cérebro que produz sensação de bem-estar e alivia a dor), além de diminuir a pressão arterial e aliviar a tensão.
A maior parte das piadas contêm dois componentes: uma introdução genérica (por exemplo, "Um homem entra num bar...") e um final surpreendente, que entra em choque com o desenvolvimento. O nível de surpresa do final se modifica de acordo com o quanto de ironia se pretende alcançar.

### Influência da cultura
O senso de humor varia em cada cultura. O que é engraçado para um povo pode não ser para outro. Um estudo da Universidade de Hertfordshire, no Reino Unido, versou sobre o assunto em 2004, objetivando colher opiniões através da internet para se descobrir qual seria "a melhor piada do mundo".
Através do resultado dessa pesquisa, observou-se o quanto a cultura local influencia no "senso de humor" de cada povo. Os britânicos demonstraram gostar mais de trocadilhos, enquanto franceses e alemães costumavam optar por piadas que tendiam ao nonsense. Já os estado-unidenses preferiam piadas sobre assuntos locais.
Contudo, algumas características foram independentes do país. Homens, de uma maneira geral, demonstraram gostar de piadas que envolvessem sexo e preconceito, enquanto as mulheres não gostavam desse tipo de conteúdo. Como a pesquisa só possui até o momento dados de Estados Unidos, Canadá e Europa, não há análise sobre as preferências dos ibero-americanos.

#### Piadas "premiadas" pela pesquisa
As duas piadas consideradas por esse estudo como "as melhores do mundo" são as seguintes:
1º lugar - Caçador abatido
Dois caçadores caminham na floresta quando um deles, subitamente, cai no chão com os olhos revirados. Não parece estar respirando.
O outro caçador pega o celular, liga para o serviço de emergência e diz: "Meu amigo morreu! O que eu faço?". Com voz pausada, o atendente explica: "Mantenha a calma. A primeira coisa a fazer é ter certeza de que ele está morto".
Vem um silêncio. Logo depois, se ouve um tiro.
A voz do caçador volta à linha. Ele diz: "OK. E agora?".
2º lugar - A dedução de Watson
Sherlock Holmes e o Dr. Watson vão acampar. Após um bom jantar e uma garrafa de vinho, entram nos sacos de dormir e caem no sono.
Algumas horas depois, Holmes acorda e sacode o amigo.
- "Watson, olhe para o céu estrelado. O que você deduz disso?".
Depois de ponderar um pouco, Watson diz:
"Bem, astronomicamente, estimo que existam milhões de galáxias e potencialmente bilhões de planetas. Astrologicamente, posso dizer que Saturno está em Câncer. Teologicamente, eu creio que Deus e o universo são infinitos. Também dá para supor, pela posição das estrelas, que são cerca de 3h15 da madrugada... O que você me diz, Holmes?".
Sherlock responde: "Elementar, meu caro Watson. Roubaram a nossa barraca!"

## Publicidade
A popularidade das piadas fez com que elas se tornassem uma importante ferramenta da publicidade. Muitos produtos são vendidos utilizando-se piadas. Um curioso exemplo surgiu em 2001, no Brasil, quando uma seguradora chamada Sinaf espalhou outdoors no Rio de Janeiro e em São Paulo com piadas sobre a morte. Apesar de algumas pessoas considerarem de mau-gosto, a campanha obteve resultados positivos.
No Canadá, a ONG Éduc’alcool utiliza piadas que ridicularizam bêbados para desenvolver uma campanha contra o uso excessivo do álcool. Foi considerado que campanhas com piadas atingiam melhor os objetivos do que campanhas "moralistas".

## Categorização das piadas
Não existe uma classificação formal para os diferentes "tipos" de piadas. Além disso, há diferenças culturais entre países e regiões que fazem com que algo que pode ser considerado engraçado num lugar não o seja em outro.
As diferenças estabelecem-se também ao longo do tempo, formando verdadeiros ciclos literários que têm sido estudados e catalogados por folcloristas. Estes modelos constituem os anedotários típicos de cada cultura num dado espaço e tempo.

### Profissões
É uma das que mais caracterizam as diferenças regionais. Nos Estados Unidos, por exemplo, são muito populares piadas sobre advogados. Já na Itália, é usual contarem piadas sobre a polícia local (Carabinieri).

### Piadas políticas
As piadas que versam sobre política podem satirizar fatos políticos da atualidade ou em relação a clichês relativos ao assunto. Na Idade Média, os bobos-da-corte costumavam entreter os reis fazendo piadas políticas em relação à Corte. As charges de jornais também costumam trazer piadas políticas, quando há alguma espécie de diálogo ou texto em conjunto com o desenho.

### Piadas étnicas e sobre minorias
As minorias também são alvo preferencial de piadas. No Brasil são muito comuns piadas sobre portugueses e as sobre "homossexuais".
Em Portugal se associa muito a prostituição às emigrantes brasileiras, fazendo-se diversas piadas. As imigrantes do Leste da Europa também costumam ser alvo deste estereótipo.
Da mesma forma, piadas étnicas utilizam estereótipos sobre algum grupo étnico, cultura específicos, fazendo referência a algum outro povo. Geralmente, todas as piadas étnicas costumam ser consideradas "politicamente incorretas". Por vezes, o alvo não é de outra etnia, mas de uma região geográfica distinta, como acontece com as anedotas de alentejanos, em Portugal.
A intolerância às piadas racistas varia de acordo com cada localidade. Na Argentina, por exemplo, piadas sobre negros são menos reprovadas pela sociedade do que no Brasil, onde podem ser consideradas como crime, dependendo do contexto. Geralmente, as piadas racistas possuem um conteúdo que visa a demonstrar a "inferioridade" de alguma raça em relação a outra, seja sobre negros, índios, brancos ou orientais.
No caso das piadas étnicas que envolvem outros povos, mudam bastante os protagonistas de acordo com o país. No Brasil, por exemplo, são muito comuns as piadas sobre portugueses, americanos, turcos e argentinos, além disso de piadas sobre moradores de outros estados ou cidades (por exemplo, piadas de cariocas sobre paulistas e vice-versa). Em Portugal, contam-se piadas principalmente sobre alentejanos, os povos da África lusófona, franceses, ingleses e espanhóis.
Outros países possuem diferentes "vítimas" das piadas. Na Finlândia, contam-se piadas sobre russos e ciganos. Nos Estados Unidos, sobre polacos, canadenses e mexicanos. No Canadá, sobre os moradores de Terra Nova e Labrador e americanos. Os britânicos contam piadas sobre irlandeses, enquanto que na Índia, opta-se pelos seguidores do sikhismo. Os franceses gostam de piadas sobre belgas.
Curiosamente, apesar de cada país utilizar diferentes "personagens" para as piadas, elas costumam ter um conteúdo muito parecido, mudando apenas os "protagonistas". Geralmente, a principal parte da piada diz respeito a erros cometidos pelos habitantes desses países, passando uma imagem de "burros" ou "inaptos".
Também costuma haver piadas que trazem mais de uma nacionalidade, geralmente fazendo-se comparações entre os estereótipos de cada uma, mas normalmente trazendo a conclusão com o "alvo preferido" de quem conta.
Um caso à parte é o das piadas sobre judeus, que possuem um humor bastante específico, sendo que na própria comunidade judaica são contadas piadas sobre judeus. Geralmente, fazem-se piadas sobre o estereótipo da "mãe judia" ou de outras características consideradas marcantes (mesmo que não correspondam necessariamente a todos da comunidade, como a avareza).

### Piadas de bêbados
São piadas que falam sobre alcoólatras. Geralmente as piadas acontecem em bares e na rua. Em algumas delas, o homem alcoolátra chega em casa de madrugada, e recebido insultuosamente pela esposa. É comum nessas piadas falarem sobre traição.

### Piadas sexistas
Uma piada sexista é a que satiriza as características de um gênero ou sexo, considerando-o "inferior" ao outro. Pode ser desenvolvida como uma piada tradicional, como piada suja ou até como uma piada do tipo de pergunta e resposta.

#### Piadas de louras
Uma espécie de "subgênero" das piadas sexistas são as "piadas de louras". Comuns em diversos países, essas piadas satirizam mulheres que possuem cabelos louros, sendo consideradas como "burras". Apesar de também serem, de certa forma, piadas racistas, costumam ser consideradas principalmente como sexistas.

## Estilos

### Perguntas e respostas
São piadas que utilizam o "final surpreendente" como resposta para alguma pergunta feita por quem conta a piada. Normalmente se utilizam perguntas curtas que podem ter duas respostas (a que o interlocutor imagina ser a resposta verdadeira e a que o piadista complementa como "final surpreendente"). Muitas vezes a resposta tende ao nonsense, dando origem ao que é frequente designar-se em Portugal como "anedotas secas. Uma variante comum no Brasil são as perguntas estilo "Você conhece…?", originando-se esse tipo de piadas perguntando-se o conhecimento do interlocutor ao Mario. Cuja resposta é "Aquele que te comeu (Teve atos sexuais com você) atrás do armário".
Nos Estados Unidos, a piada de pergunta e resposta mais popular é a "Por que a galinha atravessa a rua?". No Brasil, são muito populares as "piadas dos pontinhos" e as "piadas de elefantes".

### Piadas secas
Muitas destas piadas são qualificadas de secas (embora nem todas sejam pergunta-resposta), ao fazerem uso do anticlímax. A piada funciona por, paradoxalmente, não ter piada. O nonsense ou a falta de lógica da mesma acaba por fazer levar ao riso, devido à simples desilusão, após um momento de expectativa.
É costume, quando alguém diz um dito supostamente engraçado a propósito de uma situação qualquer, que o interlocutor responda: "Essa foi mesmo seca." ("essa" subentende-se: a piada, o dito).

### Piadas sujas ou picantes
Uma piada suja (em Portugal usa-se mais o epíteto "picante") geralmente satiriza tabus sexuais, portanto também costuma variar de acordo com o país. Geralmente falam-se obscenidades ou palavrões, ainda que por vezes estes possam apenas estar subentendidos.

### Piadas de humor negro
Essas são as piadas que satirizam fatos mórbidos. Um exemplo seriam as piadas referentes à morte de alguém ou sobre alguma situação trágica (um terremoto que tenha devastado um país ou uma comunidade que passe fome, por exemplo). No Brasil ficaram famosas as piadas sobre os trágicos acidentes que culminaram com a morte de Ayrton Senna e com a do grupo Mamonas Assassinas, interpretadas como uma espécie de catarse da comoção nacional sentida em ambas as ocasiões. Por vezes, este género está associado com as piadas racistas (com a morte de Samora Machel, houve uma corrente de anedotas mórbidas de cariz racista, em Portugal).

### Trocadilhos
Os trocadilhos, ou jogos de palavras, também chamados de charadas, são possivelmente as piadas que geram a maior dificuldade para tradução, já que só fazem sentido para uma dada língua ou sistema lexical. Em muitos casos, é simplesmente impossível traduzir um trocadilho, pois ele trabalha especificamente com palavras que podem ter significados completamente diferentes em outra língua ou, até mesmo, entre duas regiões que falam a mesma língua mas possuem gírias diferentes.
Um trocadilho pode ser infame (quando o duplo sentido é forçado), ingênuo (quando é uma simples brincadeira de palavras) ou malicioso (utilizando-se de preconceitos). No Brasil, é muito comum trocadilhos com animais, especialmente jumentos, galinhas, vacas e piranhas, dado o "duplo sentido" que a alusão a esses animais gera automaticamente.

### Outros tipos de piadas
Não é possível categorizar todos os tipos existentes de piadas, já que, muitas vezes, uma piada pode se encaixar em mais de uma das categorias citadas anteriormente (ou até em nenhuma delas). Alguns outros tipo de piadas menos comuns são piadas sobre animais (sendo que o mais utilizado no Brasil é o "papagaio boca-suja", mas também há piadas com animais Antropomórficos), Bêbados, Fanhos, Loiras,Religiosas, Sogras, Loucos, Gaúchos, Gagos, Joãozinho, Mineiro e etc.
Um tipo de piada raramente utilizado no Brasil ou em Portugal mas que merece citação pela gigantesca popularidade nos Estados Unidos é o "Sua mãe é tão..." Essas piadas resumem-se a falar "Yo mama's so..." ("Sua mãe é tão...") seguido de uma ofensa (geralmente a ofensa principal é a obesidade, como por exemplo: "a sua mãe é tão gorda que...").
Esse tipo de piada é extremamente popular em shows de humoristas afro-americanos e pode ser conferido em dezenas de filmes que fazem referência a essas apresentações.

## Personagens típicas

### Joãozinho
Joãozinho é um nome genérico que se utiliza em piadas que envolvem um garotinho que faz perguntas ou comentários que provocam espanto em adultos. Esse é o nome utilizado no Brasil e em Portugal (em Portugal sendo popular o termo Menino Joãozinho), mas esse contexto de piada também é utilizado em outros países. Variações incluem Juquinho, Toninho e Zezinho.
Os nomes mais populares são: Little Johnny (Estados Unidos), Jaimito (Espanha), Pepito (México), Vovochka (Rússia), Pepíček (República Tcheca), Pierino (Itália) e Toto (França).

### Seu Lunga
Seu Lunga é um personagem do interior do Ceará, famoso pela sua rispidez quando fazem perguntas estúpidas. As piadas neste estilo são conhecidas como "pergunta idiota, resposta cretina", ou "tolerância zero".
A personagem Seu Lunga foi caracterizado por outra personagem, Seu Saraiva, integrante do programa de quadros de humor da rede brasileira de televisão Globo, Zorra Total.

## Frases e expressões populares originadas de piadas
Muitas vezes algumas piadas tradicionais acabam gerando termos ou frases que se tornam populares, deixando de ser necessário o contexto da piada para que ela exista. Alguns exemplos estão relacionados abaixo.

### Amigo-da-onça
A expressão "amigo-da-onça" é utilizada para referir-se a um amigo falso, hipócrita, também chamado popularmente de "amigo-urso" em referência a uma fábula de Esopo. A expressão tornou-se bastante popular no Brasil a partir dos anos 40, quando o cartunista Péricles criou o personagem Amigo da Onça a partir de uma piada que ouvira, na qual um caçador famoso era questionado por um ouvinte inconveniente sobre como faria para matar uma onça diante de situações progressivamente mais desesperadoras (a arma falha, as balas acabam, a faca fora perdida, etc.) até finalmente desabafar: “Afinal, você é meu amigo ou é amigo da onça?”

### "Nós quem, cara-pálida?"
A frase "Nós quem, cara-pálida?" costuma ser usada, de forma irônica, sempre que alguém quer indicar que não será envolvido no problema que o interlocutor está apresentando. Por exemplo, um amigo diz ao outro que eles têm um determinado problema, ao que o amigo responde com essa frase para indicar que ele deve resolver sozinho, pois não terá sua ajuda. A piada em questão surgiu na Revista MAD e envolve o Cavaleiro Solitário e seu amigo índio, o Tonto, que se vêem cercados de peles-vermelhas, de forma aparentemente desesperadora. Tonto reage à frase “Parece que desta vez nós estamos perdidos, amigo” com o comentário “Nós quem, cara-pálida?”

### Subir no telhado
A expressão "subir no telhado" é bastante utilizada para referir-se (de forma irônica) a alguém que morreu ou que deve morrer em breve ("Fulano subiu no telhado"). Também é utilizada, em menor escala, para falar sobre alguma outra coisa que provavelmente será destruída ou deixará de existir. Baseia-se na piada de um caseiro simplório que informa ao patrão em viagem que o gato de estimação da família morreu. Após censurar o empregado por sua falta de sensibilidade, o patrão lhe diz que notícias trágicas devem ser dadas de forma gradual, exemplificando no caso do gato dizendo que o caseiro deveria ter começado por dizer que o gato subira no telhado. Ao terminar a lição de moral o patrão recebe de seu caseiro a notícia de que sua mãe acabara de subir no telhado...